# HMS 넬슨 (28)
HMS 넬슨 (28)은 1920년대 영국 해군을 위해 건조된 넬슨급 전함의 네임쉽이다. 넬슨급 전함은 1922년 체결된 워싱턴 해군 군축 조약의 제한량를 충족하며 만들어진 최초의 전함이었다. 1927년에 취역했고, 전간기에는 기함으로서 대서양 함대와 본토함대에서 복무했다.
제2차 세계 대전 초기에는 상선을 공격하는 독일 함선을 수색하였고, 1939년 기뢰에 접촉해 심각한 손상을 입었기에 노르웨이 전역에는 참가하지 못했다. 1940년대부터 HMS 넬슨은 대서양의 수송선을 호위했다. 1941년 중반부터 HMS 넬슨은 몰타 수송대를 호위하는 임무를 맡았지만 1941년 9월 어뢰를 맞았다. 수리를 마친 후 지속적으로 몰타 수송대를 호위하는 임무를 맡은 HMS 넬슨은 1942년 횃불 작전에서 프랑스령 알제리에 상륙한 영국군을 지원하였고, 1943년에는 시칠리아와 이탈리아에 상륙한 연합군을 엄호했다. 베이타운 작전 당시 HMS 넬슨은 해안 방어시설을 포격했다. 1944년 노르망디 상륙 당시 HMS 넬슨은 함포사격지원을 했지만 기뢰에 맞았고 1944년 내내 수리를 거쳐야 했다. 수리 이후 HMS 넬슨은 동인도함대에 배속되었고 본토함대의 기함으로 복무하기 위해 태평양 전쟁이 끝난 후 1945년 9월에 영국으로 복귀했다.
전쟁 이후 1946년 초 HMS 넬슨은 연습선이 되었으며 1947년 예비함대에 배속되었다. 1948년 폭격 시험을 거친 뒤, HMS 넬슨은 1949년 1월에 해체되었다.